# Barbus citrinus
Barbus citrinus är en fiskart som beskrevs av George Albert Boulenger 1920. Barbus citrinus ingår i släktet Barbus och familjen karpfiskar. IUCN kategoriserar arten globalt som otillräckligt studerad. Inga underarter finns listade.